# Борель, Петрюс
Петрюс Борель (фр. Pétrus Borel; 26 июня 1809 — 14 июля 1859) — французский писатель, поэт, переводчик, представитель так называемого неистового романтизма. Именовал себя «Le Lycanthrope» (буквально: человек-волк).

## Биография
Родился в Лионе, был двенадцатым из четырнадцати детей. Его отец Андре Борель торговал скобяными товарами. С 1820 года жил в Париже. Учился живописи и архитектуре, стал в 1828 году помощником архитектора в Мелёне); к 1830 году посвятил себя литературе и журналистике.
Поддержал Июльскую революцию, подчеркивал свою приверженность республиканским идеалам, хотя в уличных боях участия не принимал. В 1831 году написал свои первые стихотворения, в 1832 был выпущен первый сборник его стихов «Рапсодии». В 1834 году женился, в 1840 году переехал к родственникам жены в Аньер-сюн-Сен, в 1844 году вернулся в Париж. На протяжении 1830-х и 1840-х годов сотрудничал с рядом литературных журналов, с трудом зарабатывая на жизнь.
Борель имел большое количество друзей среди более именитых французских литераторов того времени (в том числе общался с Теофилем Готье), но настоящего коммерческого успеха своими произведениями не достиг. Живя в пригороде Парижа (с ноября 1836 года), пытался освоить фермерское дело. В конце концов при поддержке Теофиля Готье и Эмиля де Жирардена он сумел в 1845 году получить незначительную должность гражданского инспектора во французской колониальной администрации. В январе 1846 года прибыл в Алжир. В 1847 году был переведён в алжирский город Мостаганем и тогда же во второй раз женился (на дочери своей первой жены от её первого брака). В 1848 году во время революционной смуты во Франции был уволен со службы, в 1849 — восстановлен и переведён в город Константину. До 1851 года служил там инспектором по исполнению наказаний и строительству, в 1851 году подал ходатайство о возвращении в Мостаганем, которое было удовлетворено. В 1852 году активно участвовал в борьбе с эпидемией тифа в городе, но в середине 1850-х годов несколько раз подвергался штрафам за небрежность в ведении статистических документов и даже обвинялся в хищениях. В итоге в августе 1855 года он был отправлен в отставку, вел жизнь простого фермера.
Скоропостижно умер в Мостаганеме, предположительно от гипертермии.

## Творчество
Придуманное самим писателем и поддержанное его окружением прозвище «Человек-волк», возможно, было навеяно Байроном. По мнению ряда литературоведов, Бореля следует считать одним из предшественников сюрреализма.
В 1836 году с целью заработка перевёл на французский язык роман Даниэля Дефо «Робинзон Крузо». В 1833 году вышел в свет сборник новелл «Шампавер. Безнравственные рассказы». Участник группы неистовых романтиков (наряду с А. Девериа, Ж. де Нервалем, Огюстом Маке и пр.). В 1839 году опубликован роман «Мадам Потифар», самое значительное из произведений Бореля.

## Публикации текстов
- Борель П. Шампавер : безнравственные рассказы / изд. подгот. Т. Б. Казанская [и др.] ; [пер. с фр. Т. Б. Казанской]. — Л. : Наука, 1972. — 206 с. — (Литературные памятники).
- Борель П. Мадам Потифар / [пер. с фр. А. Ю. Миролюбовой] ; изд. подгот. Т. В. Соколова [и др.]. — М. : Ладомир ; Наука, 2019. — 656 с. — (Литературные памятники). — ISBN 978-5-86218-563-8.